# Selección femenina de hockey sobre césped de Brasil
La selección femenina de hockey sobre césped de Brasil (en portugués: Seleção Brasileira de Hóquei sobre a Grama Feminino) es el equipo nacional que representa a Brasil en las competiciones internacionales femeninas de hockey sobre césped.

## Resultados
| Liga Mundial de Hockey | Liga Mundial de Hockey           | Liga Mundial de Hockey |
| Año                    | Sede                             | Puesto                 |
| ---------------------- | -------------------------------- | ---------------------- |
| 2012-13                | San Miguel de Tucumán, Argentina | 29.º                   |

| Juegos Panamericanos | Juegos Panamericanos   | Juegos Panamericanos |
| Año                  | Sede                   | Puesto               |
| -------------------- | ---------------------- | -------------------- |
| 2007                 | Río de Janeiro, Brasil | 8.º                  |

| Copa Panamericana | Copa Panamericana         | Copa Panamericana |
| Año               | Sede                      | Puesto            |
| ----------------- | ------------------------- | ----------------- |
| 2017              | Lancaster, Estados Unidos | 7.º               |

| Pan American Challenge | Pan American Challenge | Pan American Challenge |
| Año                    | Sede                   | Puesto                 |
| ---------------------- | ---------------------- | ---------------------- |
| 2011                   | Río de Janeiro, Brasil | Medalla de bronce      |
| 2015                   | Chiclayo, Perú         | Medalla de oro         |

| Juegos Suramericanos | Juegos Suramericanos    | Juegos Suramericanos |
| Año                  | Sede                    | Puesto               |
| -------------------- | ----------------------- | -------------------- |
| 2006                 | Buenos Aires, Argentina | 4.º                  |
| 2014                 | Vitacura, Chile         | 4.º                  |

| Campeonato Suramericano | Campeonato Suramericano | Campeonato Suramericano |
| Año                     | Sede                    | Puesto                  |
| ----------------------- | ----------------------- | ----------------------- |
| 2006                    | Buenos Aires            | 4.º                     |
| 2008                    | Montevideo              | 4.º                     |
| 2010                    | Río de Janeiro          | 4.º                     |
| 2013                    | Santiago de Chile       | 4.º                     |
| 2014                    | Santiago de Chile       | 4.º                     |
| 2016                    | Chiclayo                | Medalla de bronce       |